# Le giornate intime di una giovane donna
Le journal intime d'une nymphomane è un film del 1972 diretto da Jesús Franco.
Film realizzato con un budget irrisorio, in un'annata nella quale il regista spagnolo partorì ben 11 film, presenta ciò nonostante una tensione drammatica e un'intensità lirica che possono farne dimenticare le inevitabili imperfezioni tecniche.

## Contenuti
La struttura narrativa e temporale, basata sui flashback, è quanto mai libera e ci porta a scoprire poco per volta, attraverso le indagini di una donna, le tragiche esperienze di vita di una ragazza che vediamo uccidersi nei primi minuti. Una scoperta che culmina nella lettura del diario intimo citato nel titolo originale francese.
Fortemente calato nel clima dei primi anni settanta, si può considerare un film femminista, nel quale la solidarietà tra donne tende tuttavia a sfociare in un rapporto fisico, di natura lesbica. Di qui nascono naturalmente le sequenze più spinte, quelle che resero questo piccolo film un buon successo commerciale. Ma il cuore del film è nella trasformazione di Rosa Ortiz da signora borghese un po' ingessata, che vediamo la prima volta intenta a suonare il pianoforte nella sua bella casa, a donna libera capace di ribellarsi alle miserie del marito. Una metamorfosi che avviene grazie al sacrificio di una ragazza di cui Rosa segue le tracce per tutta la durata del film e in particolare ai suoi diari intimi, pieni di parole colorate e disegni, e che culmina nell'incontro con il suo cadavere, in una delle scene più intense del film.
Pur trattandosi di una produzione francese, il cast è per buona parte spagnolo. Linda è interpretata da Montserrat Prous, un'attrice spagnola all'epoca meno giovane di come potrebbe sembrare, il cui fisico minuto, elegante ma non particolarmente sensuale, e il cui viso sorridente ed espressivo danno al personaggio della "ragazza di vita" quel candore a dispetto di tutto che costituisce uno dei motivi di successo del film.
Sul piano stilistico i movimenti irregolari, talvolta incerti della camera a mano rendono chiaro che il film è stato in buona parte improvvisato sul set. Non mancano tuttavia le inquadrature voyeuristiche tipiche di Franco - da dietro mobili e oggetti o dal punto di vista di personaggi che ne osservano (o fotografano) altri - particolarmente notevoli nell'episodio in casa della contessa de Monterey.

## Trama
Linda Vargas è una giovanissima entraîneuse che lavora in un club-privé. Una sera adesca un cliente di nome Ortiz, lo fa bere e lo porta in una stanza d'albergo. Qui attende che l'uomo si addormenti e poi si taglia la gola, facendo in modo che la polizia lo accusi di omicidio.
Ortiz continua a dichiararsi innocente e chiede alla moglie Rosa di aiutarlo. Delusa dal marito, Rosa inizia ugualmente ad investigare sulle amicizie di Linda Vargas, non foss'altro che per conoscere la verità. Nel corso dell'indagine incontra prima una giovane aristocratica, la contessa Anna de Monterey, poi Maria Toledano, una ballerina cubana che aveva lavorato con Linda.
Attraverso i racconti di queste due donne, entrambe amanti di Linda, Rosa ripercorre la storia di questa ragazza a partire dal giorno in cui, giunta in città adolescente, viene adescata e violentata da un uomo di mezza età in un parco giochi. Ripetutamente usata dagli uomini, Linda si rifugia in un primo tempo tra le braccia della contessa, ma finisce ben presto per innamorarsi di Alberto, un uomo sposato già amante della nobildonna. Abbandonata cinicamente da Alberto non appena la relazione viene scoperta dalla moglie, Linda inizia a concedersi a chiunque, uomo o donna, diventando l'amante di Maria Toledano, con la quale entra in un giro di tossicomani. Trascorsa una giornata in carcere dopo una retata notturna della polizia, Linda trova finalmente aiuto in un medico, che la accoglie gratuitamente nella sua clinica. Il senso di pace, riposo e protezione si traduce ben presto in un sentimento di gratitudine che Linda cerca di esprimere nell'unico modo che conosce; ma il brusco rifiuto di ogni contatto fisico da parte del medico, motivato da ragioni deontologiche, la spinge a fuggire dalla clinica e a passare un'intera notte al night-club. Al suo ritorno in clinica, all'alba, trova il dottore furioso, che la picchia e violenta.
Linda torna all'amicizia affettuosa di Maria, affidando le sue riflessioni sull'amore e la vita ad un diario intimo. Da questo stesso diario Rosa Ortiz apprende che l'uomo che ha violentato Linda al parco divertimenti non è che suo marito. Per questo Linda ha deciso di vendicarsi uccidendosi e facendolo figurare come colpevole.
Rosa si reca all'obitorio per guardare in volto la ragazza di cui ha conosciuto la storia. Tra le mani ha il diario che potrebbe scagionare il marito. Esce dall'ospedale, corre verso il molo e lo getta nell'acqua.

## Titoli alternativi e versioni
Il film fu girato con il titolo Le journal intime de Rosa. Con ogni probabilità, la sostituzione del nome di una delle protagoniste con la parola nymphomane fu decisa per ragioni commerciali.
Il film è stato distribuito in Italia, in versione drasticamente tagliata, come Le giornate intime di una giovane donna: un titolo ideato da qualcuno che quasi certamente non conosceva il francese, dato che "le journal" (il diario) diventa per assonanza "le giornate".
La versione più nota è quella malamente doppiata in inglese e intitolata Sinner, ma il film fu distribuito anche in Spagna (Diario intimo de una Ninfómana).
Qualche anno dopo il film fu nuovamente distribuito sul territorio francese, questa volta nei circuiti a luci rosse, con il titolo Les inassouvies 77. Per l'occasione la pellicola fu tagliata per aggiungere alcuni inserti hard, girati da un anonimo regista, ovviamente con altri attori.

## Reperibilità
Le journal intime d'une nymphomane esiste solo in VHS. Nel 2010 è prevista l'uscita di un DVD in Gran Bretagna, edito da Mondo Macabro.